# NGC 4817
NGC 4817 est une galaxie elliptique (compacte?) située dans la constellation de la Chevelure de Bérénice. Sa vitesse par rapport au fond diffus cosmologique est de 6 905 ± 19 km/s, ce qui correspond à une distance de Hubble de 101,9 ± 7,1 Mpc (∼332 millions d'al). NGC 4817 a été découverte par l'astronome français Guillaume Bigourdan en 1885.
La désignation DRCG 27-140 est utilisée par Wolfgang Steinicke pour indiquer que cette galaxie figure au catalogue des amas galactiques d'Alan Dressler. Les nombres 27 et 140 indiquent respectivement que c'est le 27e amas de la liste, soit Abell 1656 (l'amas de la Chevelure de Bérénice), et la 140e galaxie de cet amas. Cette même galaxie est aussi désignée par ABELL 1656:[D80] 140 par la base de données NASA/IPAC, ce qui est équivalent. Dressler indique que NGC 4817 est une galaxie elliptique de type E.
À ce jour, deux mesures non basées sur le décalage vers le rouge (redshift) donnent une distance de 122,500 ± 10,607 Mpc (∼400 millions d'al), ce qui est à l'intérieur des valeurs de la distance de Hubble. Notons cependant que c'est avec la valeur moyenne des mesures indépendantes, lorsqu'elles existent, que la base de données NASA/IPAC calcule le diamètre d'une galaxie et qu'en conséquence le diamètre de NGC 4817 pourrait être d'environ 23,0 kpc (∼75 000 al) si on utilisait la distance de Hubble pour le calculer.

## Groupe de NGC 4889
Notons NGC 4817 se situe dans la même région de la sphère céleste que les galaxies du groupe de NGC 4889. La distance des galaxies de ce groupe est égale à 111,6 ± 8,8 Mpc (∼364 millions d'al), ce qui est comparable à la distance de NGC 4817. Toutes les galaxies du groupe de NGC 4889 sont également membre de l'amas de la Chevelure de Bérénice. NGC 4817 pourrait donc aussi être un membre de ce groupe, mais elle n'apparait pas dans la liste des galaxies retenues par Abraham Mahtessian dans un article publié en 1998.